# În tandem
În tadem (în engleză It takes two) este un film din 1995 în care joacă Kirstie Alley, Steve Guttenberg și Mary-Kate și Ashley Olsen. Titlul englezesc este preluat de la piesa cu același nume a lui Marvin Gaye și Kim Weston, care este inclusă în genericul de final.

## Prezentare
Două fete tinere neînrudite, care arată identic, se întâlnesc din întâmplare. Amanda Lemmon (Mary-Kate Olsen) este orfană și este pe cale de a fi adoptată de către familia Butkis, familie cunoscută pentru „colecția” de copii. De fapt, ea vrea să fie adoptată de asistenta sa socială, Diane Barrows (Kirstie Alley). Diane și-ar dori și ea să facă acest lucru, dar autoritățile nu îi permit din cauza salariului mic și faptului că nu este căsătorită. Alyssa Callaway (Ashley Olsen) sosește acasă de la competiția școlară de recital de pian, unde află că tatăl acesteia, bogatul Roger (Steve Guttenberg), este pe cale să se căsătorească cu Clarice Kensington (Jane Sibbett), o femeie arogantă, materialistă și interesată doar de avere, care intenționează să o trimită pe Alyssa la un internat în Tibet după căsătoria cu Roger.
Cele două adolescente tânjesc fiecare după viața celeilalte și decid să schimbe locurile. În timp ce Amanda se bucură de stilul de viață bogată dus de Alyssa și Alyssa trăiește experiența unei tabere de vară, fetele realizează că Roger și Diane ar fi perfecți unul pentru altul. Ele organizează mai multe întâlniri „aleatorii” între Diane și Roger, în speranța că aceștia se vor îndrăgosti.

## Personaje
- Amanda Lemmon/Betty Butkis (Mary-Kate Olsen) este orfană.
- Alyssa Callaway (Ashley Olsen) este o fată bogată și singurul copil al lui Roger Callaway.
- Roger Callaway (Steve Guttenberg) este un văduv foarte bogat.
- Diane Barrows (Kirstie Alley) este o asistentă socială care are grijă de orfani.
- Clarice Kensington (Jane Sibbett) este o femeie arogantă și materialistă, opusul lui Diane.
- Vincenzo (Filip Bosco) este majordomul lui Roger.
- Harry (Ernie Grunwald) și Fanny Butkis (Ellen-Ray Henessy) sunt potențialii părinți adoptivi ai Amandei.